# Клчов
Клчов (словац. Klčov) — село в Словаччині, Левоцькому окрузі Пряшівського краю. Розташоване на півночі східної Словаччини на межі Горнадської улоговини та Левоцьких гір в долині річки Гавадленець (словац. Havadlenec).
Уперше згадується у 1258 році.
У селі є римо-католицький костел з 1808–1809 рр., вежа з 1890 року.

## Географія
Протікає Клчовський потік.

## Населення
| Рік:            | 1994. | 2004.   | 2014.    | 2024.   |
| --------------- | ----- | ------- | -------- | ------- |
| Кількість осіб: | 530   | 563     | 636      | 665     |
| Різниця:        |       | +6,22 % | +12,96 % | +4,55 % |

| Рік:            | 2023. | 2024.   |
| --------------- | ----- | ------- |
| Кількість осіб: | 653   | 665     |
| Різниця:        |       | +1,83 % |

У селі проживає 585 осіб.
Національний склад населення (за даними останнього перепису населення — 2001 року):
- словаки — 99,29 %,
- чехи — 0,53 %,
- українці — 0,18 %.

Склад населення за приналежністю до релігії станом на 2001 рік:
- римо-католики — 98,05 %,
- протестанти — 0,71 %,
- греко-католики — 0,35 %,
- гусити — 0,18 %,
- не вважають себе вірянами або не належать до жодної вищезгаданої конфесії — 0,71 %